# Yếm

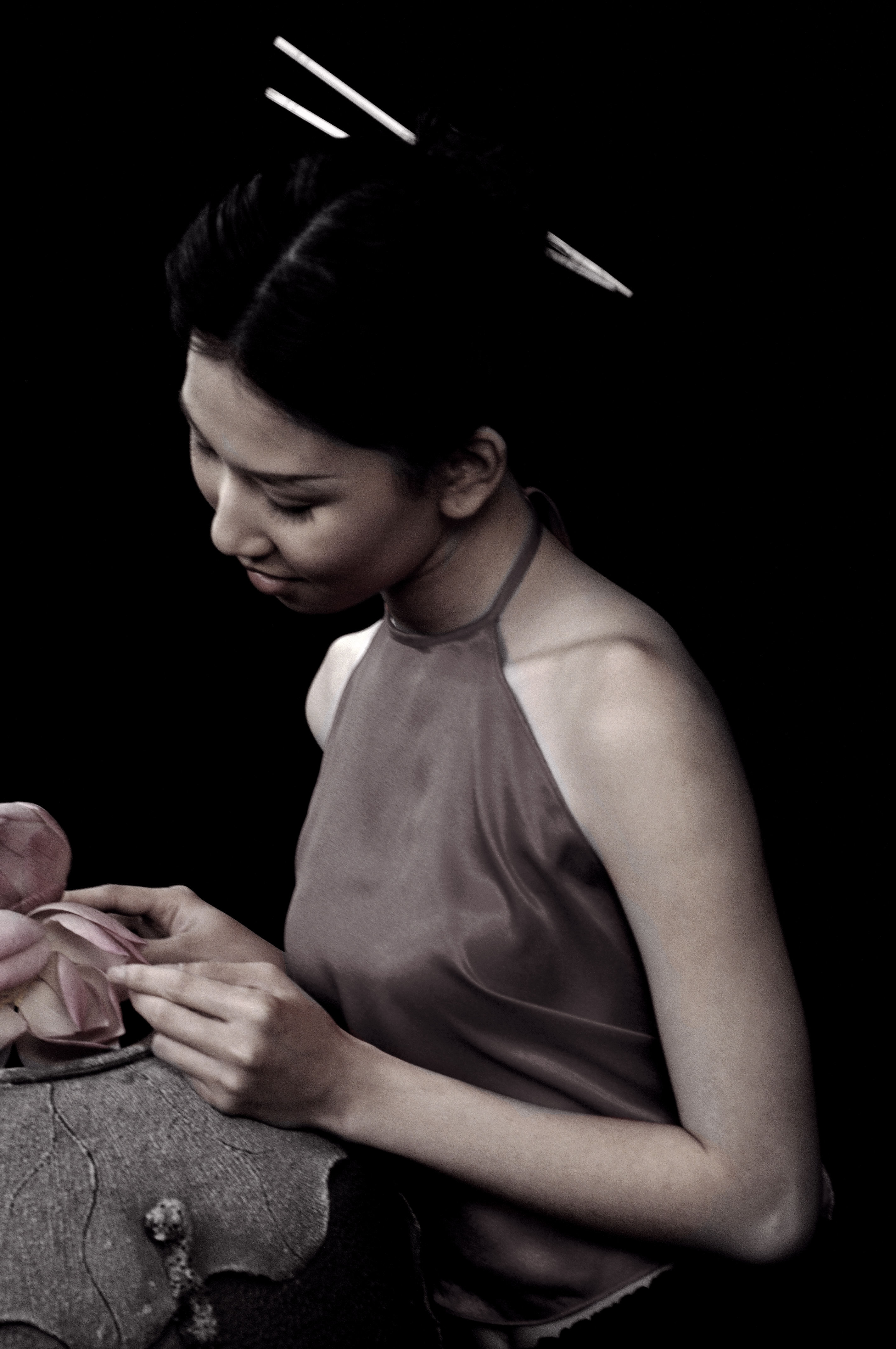
Mujer joven vistiendo un yếm.

El yếm es una vestimenta femenina para el torso tradicional vietnamita utilizada principalmente como ropa interior por las mujeres vietnamitas de todas las clases sociales. Existe una variante moderna denominada  áo yếm, pero la versión tradicional era denominada simplemente yếm.  Generalmente era utilizada debajo de una blusa o chaqueta, para guardar la modestia.
Es un atuendo simple con numerosas variaciones en su forma básica, la cual es un trozo de tela simple en forma de diamante o cuadrado que se fija al pecho de la mujer con tirantes que se atan por detrás del cuello y en la espalda, de un modo similar al escote halter occidental.

## Historia
El yếm se originó en el dudou chino, una variante de ropa interior similar utilizado en China desde la antigüedad y que se popularizó durante las dinastías Ming y Qing. Se tornó popular en el norte de Vietnam. A diferencia de otras vestimentas vietnamitas que ayudaban a segregar las clases, el yếm como ropa interior era utilizada por las mujeres vietnamitas de todas las condiciones sociales, desde humildes campesinas hasta consortes imperiales. Forma parte integral de la vestimenta denominada  áo tứ thân, la cual a menudo se utiliza por debajo.
La falda que se utiliza junto con el yem es denominada váy đụp.
La vestimenta estilo chino que fue impuesta sobre el pueblo vietnamita por la dinastía Nguyễn reemplazó al yếm y la falda (váy đụp). Los pantalones fueron adoptados por los Hmong blancos. Los pantalones reemplazaron a las faldas tradicionales de las mujeres Hmong Blancas. Los vietnamitas usaron las túnicas y pantalones de los chinos han siguiendo la tradición Ming. El áo dài fue creado cuando se agregaron pliegues ajustados y compactos,  en la década de 1920 a este estilo chino. Los pantalones y túnicas al estilo chino fueron impuestos a la población en 1774 por Nguyễn Phúc Khoát para reemplazar la vestimenta tradicional tipo sarong.
El gobierno Nguyễn ordenó el uso de vestimenta china consistente en pantalones y túnicas pero hasta finales de la década de 1920, en aldeas aisladas del norte de Vietnam aún se usaban las antiguas faldas, mucho después que los militares y burócratas vietnamitas del soberano Nguyễn Nguyễn Phúc Khoát ordenaran al pueblo usar las vestimentas chinas de estilos Han, Tang y Ming. En 1744 los Nguyễn hicieron obligatorio el uso de pantalones y el cheongsam inspiró el áo dài. La vestimenta china comenzó a influir sobre los vestidos vietnamitas durante la dinastía Lý. El áo dài actual fue creado por los señores Nguyễn.

## Diferentes tipos

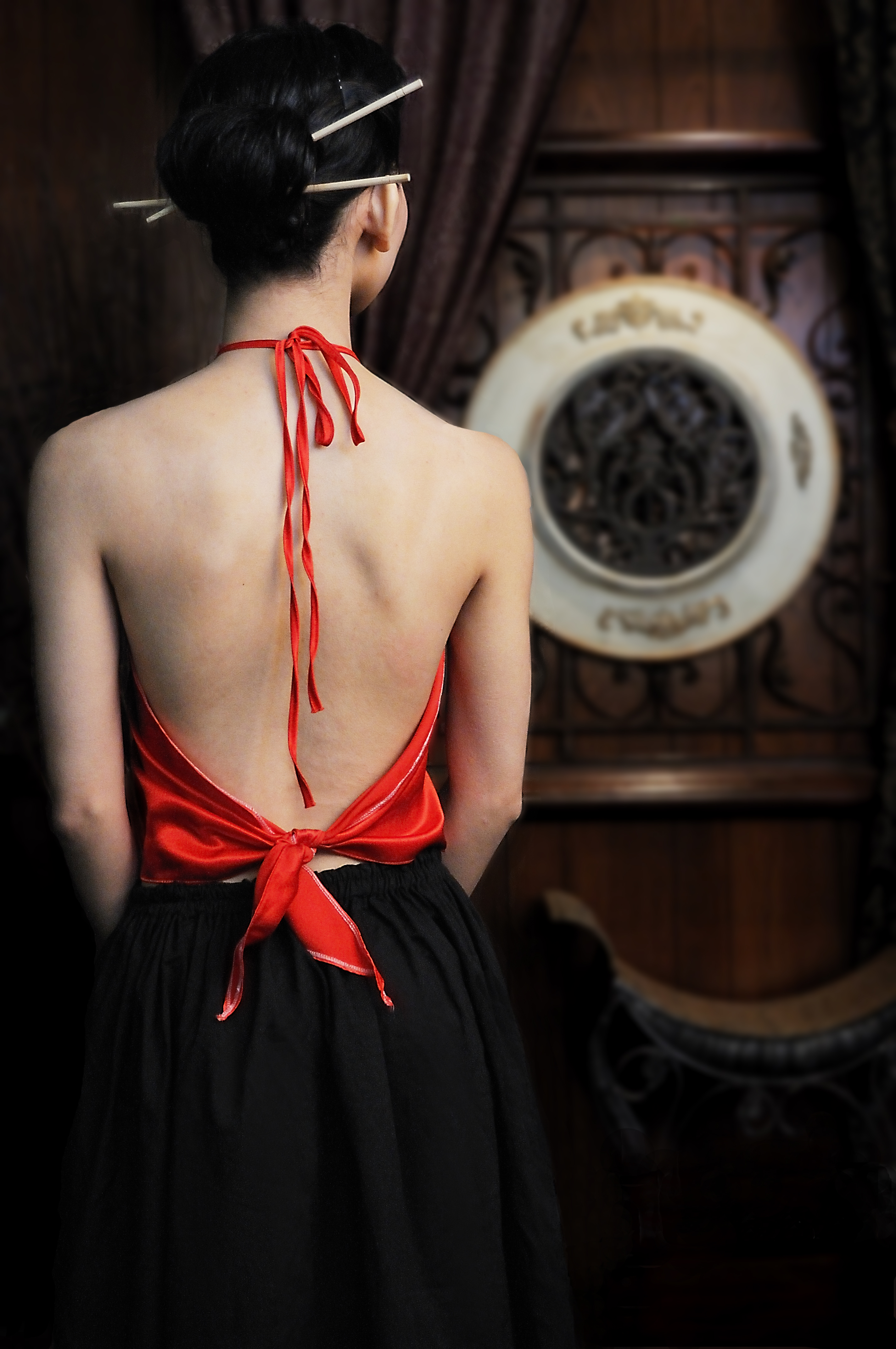
Vista posterior de una mujer con un yếm moderno.

Si bien fue utilizada por todas las clases, los materiales y colores utilizados para confeccionar el yếm variaban según el estatus social de la persona y la ocasión. Las mujeres plebeyas por lo general usaban en la vida cotidiana yếms negros o blancos, mientras que en ocasiones especiales usaban colores brillantes y festivos tales como rojo o rosado. En efecto, en muchas poesías vietnamitas se hace referencia a la belleza de las mujeres con sus canesúes bermellones (yếm đào).
Mientras la parte inferior del yếm termina en punta, la parte superior que cubría el escote mostraba diversos modelos, los más comunes el cuello redondo o en V.
Algunos tipos de yếm tenían un bolsillo interior, donde las mujeres solían guardar un poco de almizcle o perfume.

## En el Vietnam moderno
A medida que la occidentalización se extendía por Vietnam, en el siglo XX las mujeres lo fueron abandonando cada vez más por el sujetador occidental.
Los diseñadores de moda locales, buscando revitalizar y aumentar el interés por las prendas tradicionales, los remodelaron y crearon nuevas colecciones de yếm desde finales del siglo XX. La forma moderna de la prenda es ligeramente diferente y se llama "áo yếm" en lugar de "yếm", para distinguirla de la prenda antigua.  El Áo yếm se volvió popular sobre todo entre las mujeres jóvenes, probablemente por su similitud con el escote halter occidental.